# Seveux-Motey
Seveux-Motey is een fusiegemeente (commune nouvelle) in het Franse departement Haute-Saône (regio Bourgogne-Franche-Comté). De plaats maakt deel uit van het arrondissement Vesoul. Seveux-Motey is op 1 januari 2019 ontstaan door de fusie van de gemeenten Motey-sur-Saône en Seveux. De gemeente telde 474 inwoners op 1 januari 2022.

## Geografie
De oppervlakte van Seveux-Motey bedroeg op 1 januari 2022 19,88 vierkante kilometer; de bevolkingsdichtheid was toen 23,8 inwoners per km². De gemeente ligt op de rechteroever van de Saône.

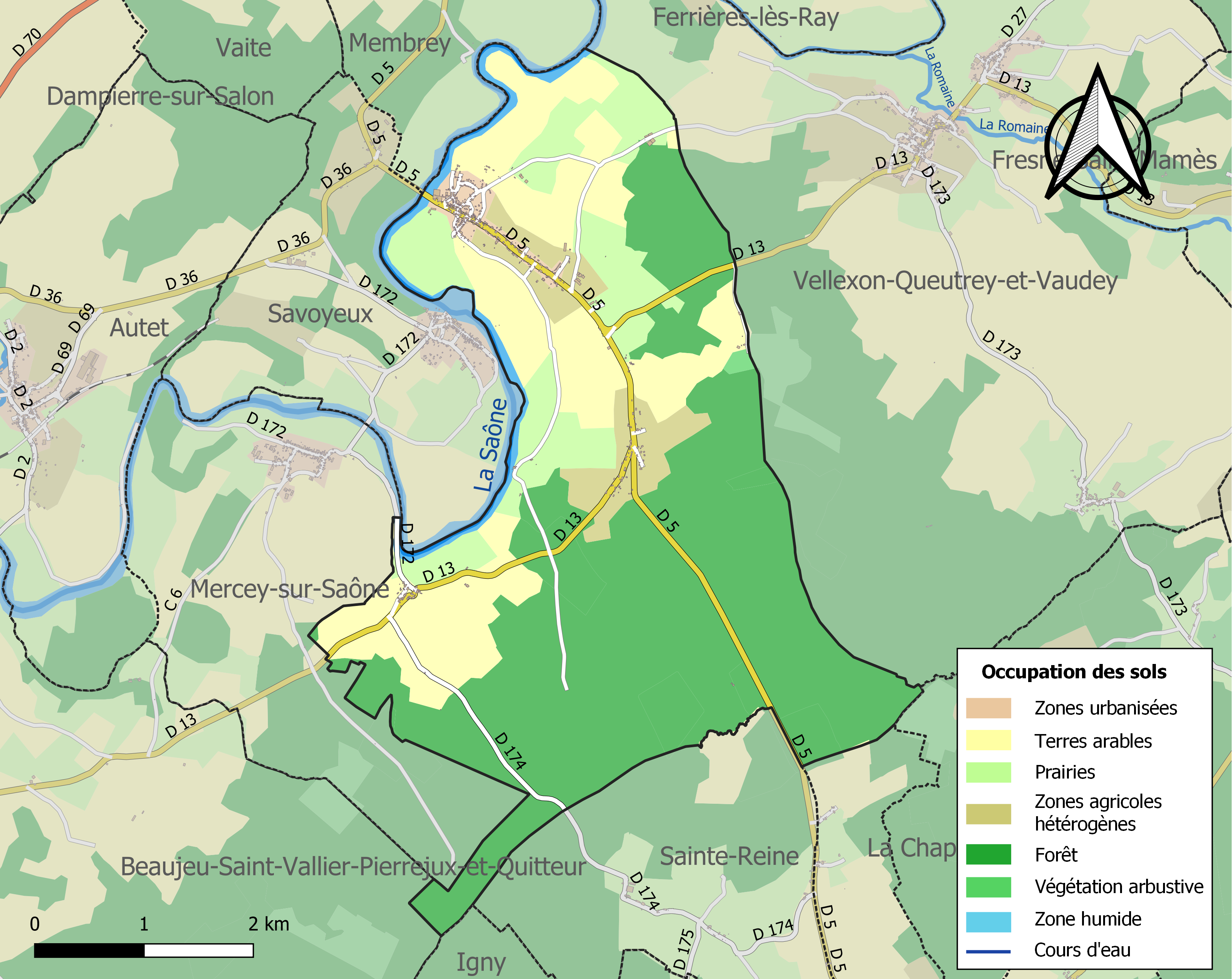
Kaart van de gemeente met de belangrijkste infrastructuur, bodemgebruik en omliggende gemeenten

## Demografie
Onderstaande figuur toont het verloop van het inwonertal (bron: INSEE-tellingen).